# Great-Man-Theorie

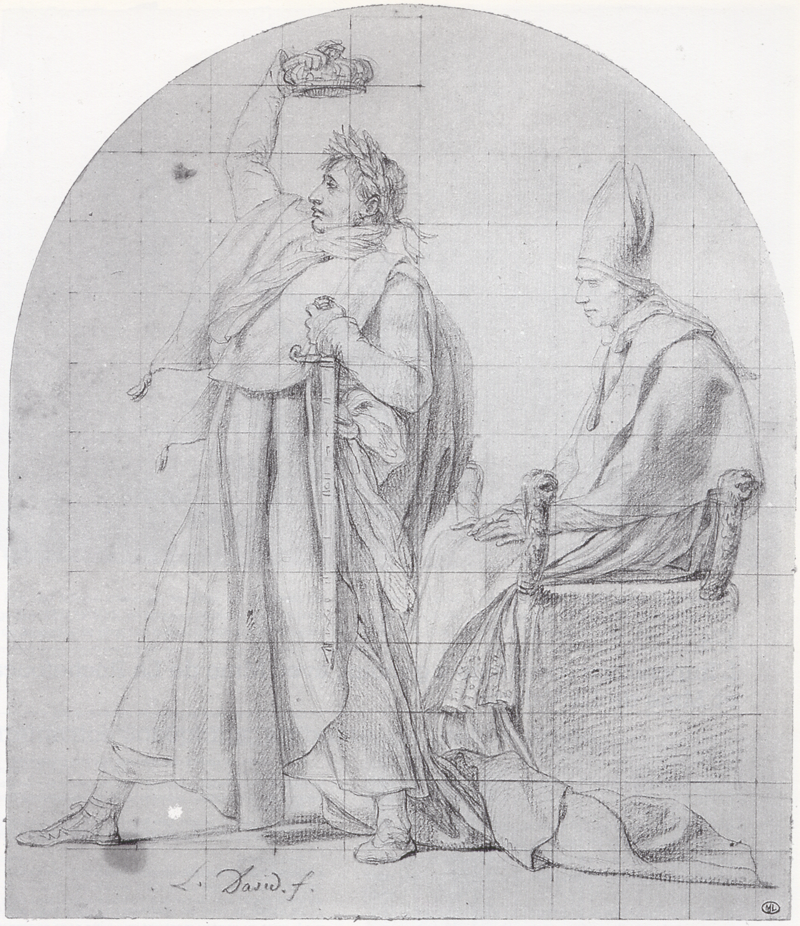
Napoleon wurde von Thomas Carlyle als ein Beispiel für einen Herrscher genannt, der mit Entschlossenheit ebenso wie rücksichtslosem Ehrgeiz Kriege geführt habe und damit die Weltgeschichte beeinflusste (hier dargestellt in einem Entwurf für Die Krönung Napoleons).

Die Great-Man-Theorie war ein im 19. Jahrhundert verbreiteter Ansatz in der Geschichtswissenschaft, deren systematische Ursprünge Thomas Carlyle zugeschrieben werden. Diesem Ansatz nach könne die Weltgeschichte weitgehend durch das Wirken großer Männer oder „Helden“ erklärt werden: äußerst einflussreiche und einzigartige Persönlichkeiten, die aufgrund ihrer jeweiligen Eigenschaften wie überlegener Intellekt, Heldenmut, außergewöhnliche Führungsqualitäten oder göttliche Eingebung entscheidende historische Ereignisse in Gang gesetzt hätten.
Diese Theorie wird in der Regel einer „history from below“ gegenübergestellt. Bei dieser wird das Leben der Massen betont, die überwältigende Wellen kleinerer Ereignisse verursacht, die schließlich die Führungspersönlichkeiten mitreißen oder sich zunutze machen.
Aus der Great-Man-Theorie wurde ein eigenschaftsorientierten Führungsansatz abgeleitet. Diesem zufolge sind nicht nur historische Ereignisse, sondern auch unternehmerische Erfolge in erster Linie auf herausragende Persönlichkeiten zurückzuführen, deren Eigenschaften sich klar und eindeutig identifizieren lassen.
Einer der wichtigsten Verfechter der Great-Man-Theorie war William James. Eine 2018 erschienene Neubewertung von dessen Arbeit in diesem Zusammenhang kam zu dem Schluss, dass die Wahl des Begriffs „Great Man“ auf den damaligen Zeitgeist zurückzuführen ist. Er sei eher mit dem heutigen Begriff des Genies gleichzusetzen.

## Überblick

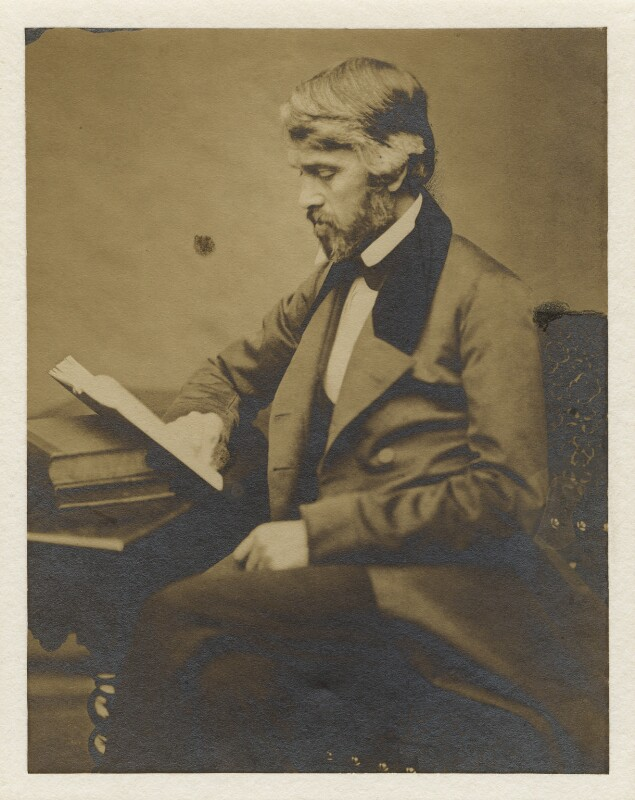
Thomas Carlyle, 1855

Der schottische Essayisten, Historiker und Philosoph Carlyle meinte, „die Geschichte der Welt ist nichts anderes als die Biografie großer Männer“. Er hielt mehrere Vorlesungen über Heldentum, die alle in seinem Werk On Heroes, Hero-Worship, and the Heroic in History (Helden, Heldenverehrung und das Heroische in der Geschichte) 1841 veröffentlicht wurden. Er ging davon aus, dass die Geschichte von den Entscheidungen, Werken, Ideen und Charakteren von „Helden“ abhinge, wobei er sechs Typen beschrieb:
Der Held als Gottheit (wie Odin), als Prophet (wie Mohammed), als Dichter (wie Shakespeare), als Geistlicher (wie Luther), als Literat (wie Rousseau) und als König (wie Napoleon). Carlyle vertrat auch die Ansicht, dass das Studium großer Männer für die eigene heroische Seite „gewinnbringend“ sei, weil man durch die Untersuchung des Lebens solcher Helden unweigerlich etwas über seine eigene wahre Natur herausfinden könne.
Die Great-Man-Theorie wurde populär durch die 11. Edition der Encyclopedia Britannica (erschienen 1910–1911), die die Weltgeschichte anhand der Biografien bedeutender Persönlichkeiten erzählte. Sie enthielt lange und detaillierte Biografien, aber nur sehr wenige allgemeine oder Gesellschaftsgeschichte. So sind beispielsweise alle Informationen über die nachrömische Zeit der Völkerwanderung unter der Biografie von Attila dem Hunnen zusammengefasst. Auch die sozialen Sitten und das politische Leben der Westgoten finden sich in dem Eintrag über ihren König Alarich I. wieder.
Der US-amerikanische Gelehrte Frederick Adams Woods unterstützte die Great-Man-Theorie in seinem 1913 veröffentlichten Werk The Influence of Monarchs. In diesem untersuchte er 386 Herrscher in Westeuropa vom 12. bis zum späten 18. Jahrhundert und ihren Einfluss auf den Verlauf historischer Ereignisse.
Laut Sidney Hook sei eine gängige Fehlinterpretation der Great-Man-Theorie, dass „alle Faktoren in der Geschichte, außer großen Männern, unbedeutend wären“. Stattdessen gehe Carlyle davon aus, dass große Persönlichkeiten aufgrund ihres einzigartigen Genies der entscheidende Faktor seien. Hook betonte deren Einzigartigkeit, um den Punkt zu veranschaulichen: „Genie ist nicht das Ergebnis der Anhäufung von Talent. Wie viele Bataillone sind das Äquivalent eines Napoleons? Wie viele kleine Dichter werden uns einen Shakespeare liefern? Wie viele unbedeutende Wissenschaftler werden die Arbeit eines Einsteins leisten?“

## Rezeption
Einer der schärfsten Kritiker von Carlyles Great-Man-Theorie war der Philosoph Herbert Spencer. Er verwies darauf, dass Vorstellungen wie in der Great-Man-Theorie viel älter seien. Carlyle habe lediglich eine stillschweigende kulturelle Überzeugung formalisiert, die bis dahin „vielleicht nicht klar formuliert, aber überall impliziert“ war. Spencer war der Meinung, dass es unwissenschaftlich sei, historische Ereignisse auf die Entscheidungen von Einzelpersonen zurückzuführen. Der Mensch, den Carlyle als „großen Mann“ bezeichnete, sei lediglich ein Produkt seiner sozialen Umwelt: „Bevor er seine Gesellschaft umgestalten kann, muss die Gesellschaft ihn erschaffen.“
Der Philosoph und Psychologe William James verteidigte Carlyle in einem 1880 im Atlantic Monthly veröffentlichten Vortrag Great Men, Great Thoughts, and the Environment nachdrücklich. Er verurteilte Spencers Argument als „vage und dogmatisch“. James argumentierte, dass die einzigartige physiologische Natur des Individuums der entscheidende Faktor für das Entstehen eines Great Man sei. Diese physiologischen Eigenschaften hätten mit sozialen, politischen, geographischen und anthropologischen Bedingungen so viel zu tun wie die „Bedingungen des Kraters des Vesuvs mit dem Flackern des Gases, in dessen Licht ich schreibe“. Ein Great Man sei wiederum entscheidend für Veränderungen seiner Umwelt, wobei Ausmaß und Art der Veränderung auch von der Reaktion der Umwelt auf diesen neuen Stimulus abhänge.
Ein heroisches Geschichtsbild wurde auch von einigen Philosophen wie Léon Bloy, Søren Kierkegaard, Oswald Spengler und Max Weber nachdrücklich befürwortet.
Der Philosoph Georgi Plechanow sah den Great Man bereits als jemanden an, der nicht gesellschaftliche Entwicklungen anstößt, sondern an diese anknüpft oder auf diesen aufbaut:

„Carlyle bezeichnet in seinem bekannten Buch über Helden und Heldenverehrung große Männer als Anfänger. Das ist eine sehr treffende Beschreibung. Ein großer Mann ist gerade deshalb ein Anfänger, weil er weiter sieht als andere und Dinge stärker will als andere. Er löst die wissenschaftlichen Probleme, die durch den vorangegangenen Prozess der intellektuellen Entwicklung der Gesellschaft aufgeworfen wurden; er weist auf die neuen sozialen Bedürfnisse hin, die durch die vorangegangene Entwicklung der sozialen Beziehungen entstanden sind; er ergreift die Initiative, um diese Bedürfnisse zu befriedigen.“

In Leo Tolstois Krieg und Frieden ist die Kritik an der Vorstellung über Menschen von historischer Größe ein wiederkehrendes Thema in den philosophischen Exkursen. Tolstoi zufolge ist die Bedeutung großer Persönlichkeiten imaginär; in Wirklichkeit seien sie nur „Sklaven der Geschichte“, die das Dekret der Vorsehung umsetzen. Sein Ziel war es, Erzählungen von Helden kritisch zu betrachten.
Im Jahr 1926 merkte William Fielding Ogburn an, dass die Geschichte der „Great Men“ durch neuere Deutungen in Frage gestellt würde, die sich auf breitere soziale Kräfte konzentrierten. Er zweifelte damit jedoch nicht an, dass Einzelpersonen eine Rolle spielen oder außergewöhnliche Qualitäten zeigen können, sondern sah sie als ein unvermeidliches Ergebnis produktiver Kulturen. Wenn Isaac Newton nie gelebt hätte, wäre die Infinitesimalrechnung trotzdem von Gottfried Leibnitz entdeckt worden. Und wenn beide nicht gelebt hätten, wäre sie von jemand anderem entdeckt worden.

## In der Führungstheorie
Dieser Artikel wurde aufgrund inhaltlicher und/oder formaler Mängel auf der Qualitätssicherungsseite des Portals Wirtschaft eingetragen. 
Du kannst helfen, indem du die dort genannten Mängel beseitigst oder dich an der Diskussion beteiligst.
Mit dem Aufkommen der Verhaltenswissenschaften verlor die Great-Man-Theorie an Bedeutung. Stattdessen richtete die Wissenschaft ab den Nachkriegsjahren ihren Fokus auf andere Bereiche, und es beherrschten Verhaltens- und Kontingenztheorien die Literatur. Die Vorstellung „Führungspersönlichkeiten werden gemacht, nicht geboren“ galt in der Mitte der 1990er Jahre als Mainstream.
Seitdem sind aber unter Führungsfachleuten wieder Anleihen an die Great-Man-Theorie zu finden. Dies gilt insbesondere für einen eigenschaftsorientierten Führungsansatz, der die außergewöhnlichen Charakteristika hervorhebt, durch die sich effektive Führungskräfte von anderen abheben sollen. Allerdings nutzen auch andere Strömungen wie die Literatur über „transformationale Führung“ Konzepte, die an die Great-Man-Theorie erinnern. So gibt es zwischen diesen Führungstraditionen ähnliche Vorstellungen über inspirierende Führungskräfte. Transformationale Führungskräfte werden wie in der Great-Man-Theorie als charismatische Menschen dargestellt, die durch die Kraft ihrer persönlichen Fähigkeiten in der Lage sind, tiefgreifende und außergewöhnliche Auswirkungen auf ihre Anhänger zu haben. Solche Vorstellungen ähneln Carlyles Idee, dass „derjenige, dem unser Wille untergeordnet werden soll und der sich loyal hingibt und dabei sein Wohlergehen findet, als der wichtigste der großen Männer angesehen werden kann“.

### Empirische Forschung
Dass es Persönlichkeitseigenschaften gibt, die erfolgreiche Führung begünstigen, konnte empirische Forschung nachweisen. Sie baut auf das in der Psychologie etablierte Fünf-Faktoren-Modell auf. Eine Meta-Analyse fasste die Ergebnisse aus 73 Stichproben zusammen. Insgesamt betrugen die Korrelationen mit Führungsqualitäten:
- 0,24 für Neurotizismus,
- 0,31 für Extraversion,
- 0,24 für Offenheit für Erfahrungen,
- 0,08 für Verträglichkeit und
- 0,28 für Gewissenhaftigkeit.

Extraversion stand dabei am gleichmäßigsten in Verbindung mit Führung über alle Studienbedingungen und Führungskriterien hinweg (d. h. Sich Hervorheben als Führungskraft und Wirksamkeit der Führung).

### Kritik
Die Idee, dass Führungskräfte geboren und nicht gemacht werden, sei ein häufig wiederholtes Mantra. Kritiker wenden ein, dass daher viele Menschen zögern, Führungsrollen zu übernehmen, weil sie glauben, sie hätten nicht die nötigen Fähigkeiten. Die genannten Eigenschaften selbst gelten jedoch auch in anderen Führungstheorien als wünschenswert, und deshalb tun sowohl neue als auch erfahrene Führungskräfte gut daran, sie zu entwickeln. Die große Mehrheit der Führungskräfte eignet sich diese Fähigkeiten erst an. Der Verdienst der Great-Man-Theorie liege daher darin, einen Kern von relevanten Führungseigenschaften zu identifizieren.
Trotz umfassender Kritik scheint es noch immer eine starke Tendenz unter Führungsfachleuten zu geben, „an einen heroischen, transzendentalen Führer zu glauben, der fast unmögliche organisatorische Leistungen vollbringen kann“.
Starke Kritik an der Theorie hat entzündet sich an ihrem Namen. Da sie die Great-Man-Theorie genannt wird, wurden nur Männer als Führungspersönlichkeiten angenommen. Die Eigenschaften, welche die Leader zeigten, wurden auch vermehrt mit männlichen Eigenschaften gleichgestellt. Dass auch Frauen Führungpotential besitzen, werde außer Acht gelassen, was manche Kritiker dazu veranlasst, die Theorie als sexistisch zu betrachten. Wie nämlich Persönlichkeiten der Geschichte, etwa Cleopatra, Jane Austen, Marie Curie oder Mutter Theresa, zeigten, sei es mehr als angebracht, die Theorie in "Great-Man and Women-Theorie oder "Great-People-Theorie" umzubenennen.